# Idiocerus venosus
Idiocerus venosus är en insektsart som beskrevs av Hamilton 1980. Idiocerus venosus ingår i släktet Idiocerus och familjen dvärgstritar. Inga underarter finns listade i Catalogue of Life.